# Petite rivière du Chef
Pour les articles homonymes, voir Chef.
La Petite rivière du Chef est un affluent de la rivière la Loche (rivière Ashuapmushuan), coulant dans le territoire non organisé du Lac-Ashuapmushuan, dans la municipalité régionale de comté (MRC) de Le Domaine-du-Roy, dans la région administrative du Saguenay-Lac-Saint-Jean, au Québec, au Canada.
La petite rivière du Chef coule dans les cantons d’Aigremont, de Denault et de Cazeneuve. La partie supérieure de la rivière traverse la réserve faunique Ashuapmushuan. La foresterie constitue la principale activité économique de cette vallée ; les activités récréotouristiques, en second.
La route forestière R0203 (sens Nord-Sud) dessert la partie inférieure de la vallée de la petite rivière du Chef ; cette route débutant à la jonction de la route 167 laquelle reliant Chibougamau à Saint-Félicien (Québec). En remontant vers le Nord, la route R0203 bifurque vers le Nord-Est pour rejoindre la vallée de la rivière Hilarion.
La surface de la Petite rivière du Chef est habituellement gelée du début novembre à la mi-mai, toutefois la circulation sécuritaire sur la glace se fait généralement de la mi-novembre à la mi-avril.

## Géographie

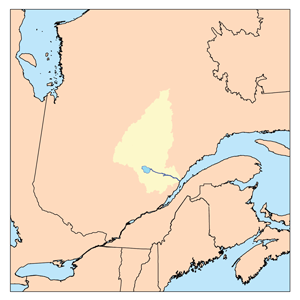
Bassin versant du Saguenay.

Les bassins versants voisins de la petite rivière du Chef sont :
- côté nord : rivière Hilarion, rivière Dobleau, lac Dobleau, lac Vimont, rivière l’Épervier, rivière Hogan ;
- côté est : rivière la Loche, rivière Ashuapmushuan, rivière Hilarion, rivière Mazarin ;
- côté sud : lac Aigremont, rivière Ashuapmushuan, lac Ashuapmushuan, rivière Marquette ;
- côté ouest : ruisseau Atouk, lac Nicabau, lac Rohault, lac Bouteroue, rivière Chaudière, rivière au Tonnerre.

La petite rivière du Chef prend naissance à l'embouchure du lac Aigremont (longueur : 7,7 km ; altitude : 397 m) situé dans les cantons d'Aigremont et de Denault. L’embouchure de ce lac de tête est située à :
- 5,5 km au Sud de l’embouchure de la « petite rivière du Chef » (confluence avec la rivière la Loche) ;
- 11,8 km à l’Ouest de l’embouchure de la rivière la Loche ;
- 13,6 km au Nord-Ouest de l’embouchure de la rivière Normandin (confluence avec le lac Ashuapmushuan) ;
- 131 km au Nord-Ouest de l’embouchure de la rivière Ashuapmushuan (confluence avec le lac Saint-Jean).

À partir de l’embouchure du lac Aigremont, le cours de la petite rivière du Chef coule sur 13,7 km selon les segments suivants :
- 3,5 km vers le Nord (avec une courbe vers le Nord-Est en fin de segment) notamment en coupant une route forestière en début de segment et en traversant sur 0,5 km le « lac de la Débâcle » (longueur : 0,8 m ; altitude : 393 m), jusqu’à la rive Sud-Ouest du "Lac des Cantons" ;
- 1,3 km vers l’Est, en traversant le "Lac des Cantons" (longueur : 1,8 km ; altitude : 389 m) ;
- 0,5 km vers le Nord-Est, jusqu’à la limite Sud du canton de Cazeneuve ;
- 8,4 km vers le Nord-Est dans le canton de Cazeneuve, jusqu’à son embouchure[2].

La confluence de la « Petite rivière du Chef » avec la rivière Normandin est située à :
- 9,8 km au Nord-Ouest de l’embouchure de la rivière la Loche ;
- 11,0 km au Nord de la route 167 ;
- 127,7 km au Nord-Ouest de l’embouchure de la rivière Ashuapmushuan (confluence avec le lac Saint-Jean) ;
- 164,3 km au Nord-Ouest de l’embouchure du lac Saint-Jean (confluence avec la rivière Saguenay).

La Petite rivière du Chef se déverse sur la rive Sud-Ouest de la rivière la Loche, soit 12,4 km en aval de la confluence de la rivière la Loche avec la rivière Ashuapmushuan. À partir de cette dernière confluence, le courant descend la rivière Ashuapmushuan (longueur : 193 km, vers le Nord-Est, puis vers le Sud-Est, laquelle se déverse à Saint-Félicien sur la rive Ouest du lac Saint-Jean.

## Toponymie
Le toponyme « Petite rivière du Chef » a été officialisé le 5 décembre 1968 à la Commission de toponymie du Québec, soit lors de sa création.